# José Lorenzo Fuentes
José Lorenzo Fuentes (Santa Clara; 31 de marzo de 1928-Miami, Florida; 18 de diciembre de 2017) fue un cuentista, novelista y ensayista cubano. Obtuvo diversos galardones literarios durante su carrera, incluyendo el Premio Internacional Hernández Catá en 1952.

## Reseña biográfica

### Comienzos
José Lorenzo Fuentes nació en la ciudad de Santa Clara, Cuba, el 31 de marzo de 1928. Realizó sus primeros estudios en su ciudad natal y en 1956 se graduó en la Escuela de Periodismo de Las Villas, donde con posterioridad se desempeñó como profesor de Historia del Arte. Desde muy joven, a la vez que ejercía el periodismo y la literatura, tomó parte en las actividades políticas de país. Fue corresponsal de guerra del Segundo Frente del Escambray, participó junto al comandante Ernesto Che Guevara en la batalla de Santa Clara y durante los primeros años de la revolución, desde 1959 hasta 1962, fungió como periodista personal de Fidel Castro. En 1991 fue uno de los intelectuales firmantes de la Carta de los Diez, en la que se demandaba reformas democráticas en el país, y tras una invitación de la Universidad de Iowa, estableció su residencia en Estados Unidos.

### Logros
Ha obtenido diversos galardones literarios. En Cuba, el Premio Internacional Hernández Catá (1952), el Premio Nacional de Novela Cirilo Villaverde (1967), con Viento de enero, traducida al alemán en dos oportunidades por la editorial Reclam, y mención de honor en el concurso Casa de las Américas (1968), con Después de la gaviota, libro de cuentos considerado un clásico de la narrativa cubana.
También ostenta la medalla Raúl Gómez García que otorga en Cuba el Sindicato Nacional de Trabajadores de la Cultura.
En México recibió el Premio Literario Plural, 1983, en el género cuento con El cielo del general.
Entre las antologías que han recogido sus narraciones destacan Zoo en cuarta dimensión (México), 11 cubanos cuentan (Uruguay), 34 Kubanische Erzoler (República Democrática Alemana), y Cuentos cubanos de lo fantástico y lo extraordinario (Bolsilibros Unión, Cuba, 1968).
Su obra ha merecido el elogio de escritores como Gabriel García Márquez, Jorge Edwards, Guillermo Cabrera Infante y José Lezama Lima.
En marzo de 2017 la revista OtroLunes ofrece al escritor cubano José Lorenzo Fuentes, considerado uno de los clásicos vivos de las letras cubanas, su dossier literario.
Jose Lorenzo fuentes fue invitado como orador en la Feria del Libro de Miami.

### Carrera
Como periodista fue fundador y subdirector de la revista INRA, jefe de la sección de Arte y Literatura de la revista Bohemia, secretario de redacción del periódico El Mundo. Miembro del consejo de redacción de la revista Torre de Papel —de la Universidad de Iowa—, y redactor de una columna semanal sobre parasicología en el periódico El Nuevo Día de Puerto Rico.
Ha dedicado gran parte de su vida al estudio de la parasicología, la alquimia y el misticismo. Obtuvo una maestría en hipnología multidimensional y estudió medicina tibetana y autocuración tántrica con el lama Ganghen Rimpoche. Su libro Meditación se publicó inicialmente en inglés y en español en Estados Unidos, y posteriormente en Rusia, República Checa, Portugal, Grecia e India.
José Lorenzo Fuentes falleció en Miami el 18 de diciembre de 2017 de causas naturales a los 89 años.